# Homedale (Idaho)
Homedale es una ciudad ubicada en el condado de Owyhee en el estado estadounidense de Idaho. En el año 2010 tenía una población de 2.633 habitantes y una densidad poblacional de 1145 personas por km². Se encuentra a la orilla del río Snake —el principal afluente del río Columbia— que la separa de Oregón.

## Geografía

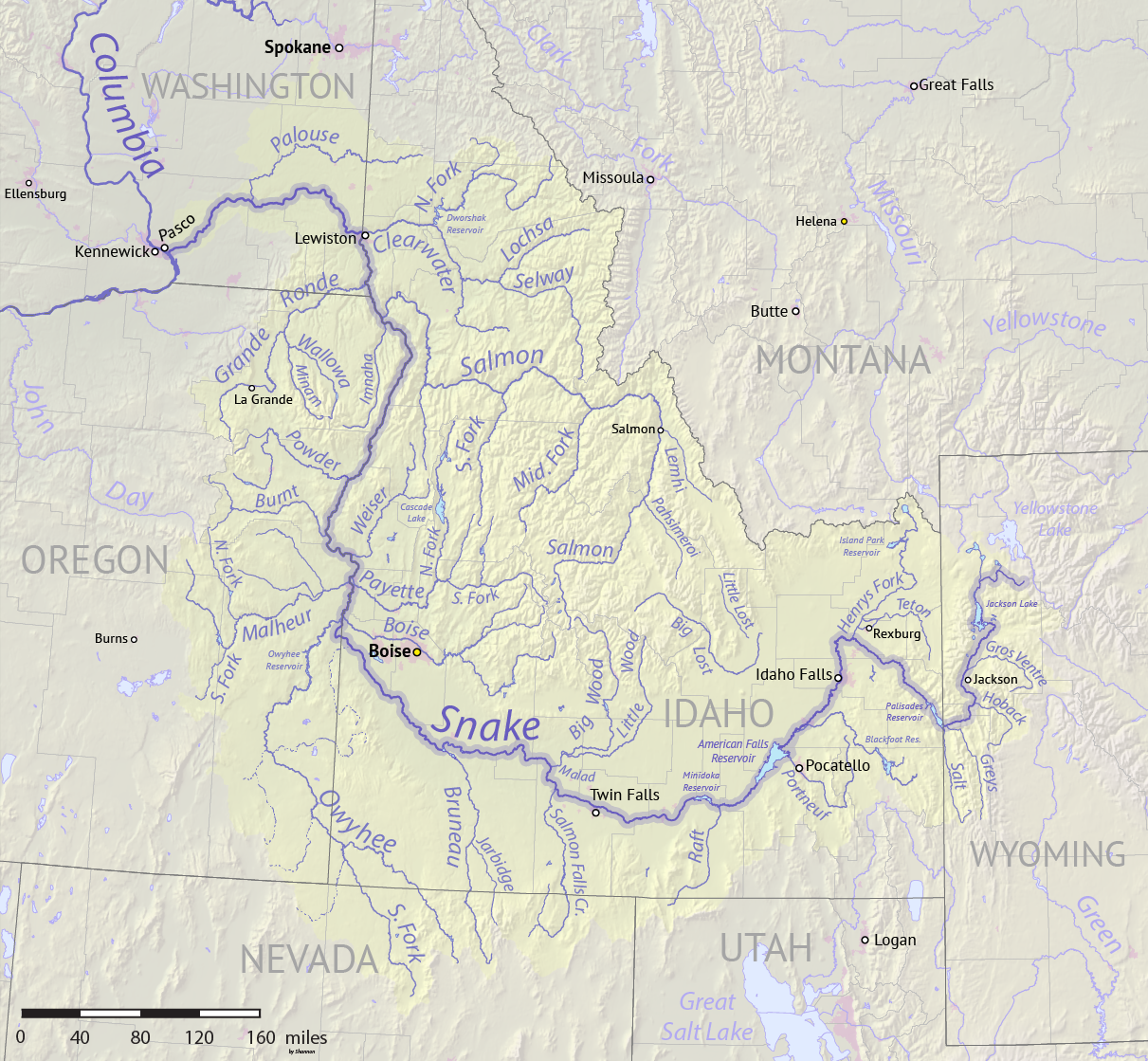
Mapa del río Snake donde se ve Homedale, a su orilla izquierda, cerca de la frontera con Oregón

Homedale se encuentra ubicado en las coordenadas 43°37′8″N 116°56′13″O / 43.61889, -116.93694. Según la Oficina del Censo, la localidad tiene un área total de 2,3 km² (0,9 mi²), de la cual 2,3 km² (0,9 mi²) es tierra y 0 km² (0 mi²) (0.0%) es agua.

## Demografía
En el 2000 la renta per cápita promedia del hogar era de $24,196, y el ingreso promedio para una familia era de $27,500. En 2000 los hombres tenían un ingreso per cápita de $22,740 contra $19,722 para las mujeres. El ingreso per cápita para la localidad era de $10,986. Alrededor del 20.3% de la población estaba bajo el umbral de pobreza nacional.